# Pardosa ourayensis
Pardosa ourayensis är en spindelart som beskrevs av Willis J. Gertsch 1933. Pardosa ourayensis ingår i släktet Pardosa och familjen vargspindlar. Inga underarter finns listade i Catalogue of Life.